# Christian von Stetten
Christian svobodný pán von Stetten (* 24. červenec 1970 Stuttgart) je německý podnikatel a politik ze strany Křesťanskodemokratická unie

## Život
Christian von Stetten se narodil ve Stuttgartu Wolfgangovi von Stetten a jeho manželce Silvii. Má dva mladší sourozence, Richarda (*1971) a Franzisku (*1977). Z otcovy strany jsou zástupci 30. generace šlechtického rodu Stettenů od roku 1098. Kromě německého občanství má po matce také švýcarské občanství.
Po absolvování střední školy v Öhringenu a základní vojenské služby studoval podnikové hospodářství na Mannheimské univerzitě a Vyšší odborné škole v Heilbronnu.
Už během studií začal podnikat.

## Politika
V roce 1986 vstoupil do Mladých křesťanských demokratů v Hohenlohe, v letech 1990 až 1999 byl okresním předsedou této mládežnické organizace Křesťanskodemokratické unie. V letech 1994 až 2002 patřil k jejímu zemskému vedení v Bádensku-Württembersku.
Po spolkových volbách v roce 2002 se stal poprvé poslancem Spolkového sněmu, kterým zůstal i po volbách v letech 2005, 2009 a 2013.
V otázce dluhové krize v Řecku se v letech 2012-2015 dlouhodobě názorově neshodl s vedením své strany, když deklaroval jako možné řešení odchod Řecka z Eurozóny.